# إرنست زاكارياس
إرنست زاكارياس (بالألمانية: Ernst Zacharias)‏ هو مهندس وموسيقي ألماني، ولد في 21 يونيو 1924 في هامبورغ في ألمانيا.

## وصلات خارجية
- إرنست زاكارياس على موقع ميوزك برينز (الإنجليزية)